# Paul Glyn Williams
Paul Glyn Williams (ur. 14 listopada 1922, zm. 10 września 2008) – brytyjski polityk, deputowany Izby Gmin.

## Działalność polityczna
Był politykiem Partii Konserwatywnej i w  okresie od 13 maja 1953 do 15 października 1964 reprezentował okręg wyborczy Sunderland South w brytyjskiej Izbie Gmin.